# لوغان بيرن
لوغان بيرن (بالإنجليزية: Logan Beirne)‏ هو كاتب ومحامي ومؤرخ أمريكي، ولد في 4 مايو 1981.